# Geertruidenberg

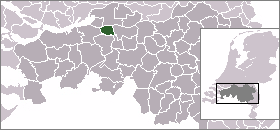
Geertruidenbergs kommun i Nederländerna

Geertruidenberg är en stad och kommun i södra Nederländerna, belägen i provinsen Noord-Brabant. Staden är namngiven efter Gertrud av Nivelles, litterärt översatt "Gertruds berg".
Kommunen har en area på 29,86 km² (varav 2,84 km² består av vatten). 1 februari 2012 hade kommunen totalt 21 469 invånare.

## Orter
- Geertruidenberg
- Keizersveer
- Raamsdonk
- Raamsdonksveer

## Staden Geertruidenberg
Geertruidenberg fick stadsrättigheter år 1213. Idag är den en del av Noord-Brabant, men tidigare var den en del av provinsen Holland. Staden är den äldsta i Nederländerna och den första som fick sina stadsrättigheter.

## Kommunpolitik
Kommunen styrs av 19 ledamöter från följande partier:
- Keerpunt74 (5 ledamöter)
- Partij van de Arbeid (4 ledamöter)
- Christen-Democratisch Appèl (3 ledamöter)
- Partij Samenwerking (2 ledamöter)
- Volkspartij voor Vrijheid en Democratie (2 ledamöter)
- Socialistische Partij (2 ledamöter)
- GroenLinks (1 ledamot)

## Personligheter
- Jan Derksen (född 1919), cyklist